# Belhoningeter
De belhoningeter (Manorina melanophrys) is een zangvogel uit de familie der honingeters (Meliphagidae).

## Verspreiding en leefgebied
Deze vogel is endemisch in het zuidoosten van Australië, waar hij voorkomt van Zuidoost-Queensland tot Zuid-Victoria.

## Status
De grootte van de populatie is niet gekwantificeerd maar de soort wordt omschreven als zeer algemeen. Op de Rode lijst van de IUCN heeft deze soort de status niet bedreigd.